# Gallus
Gallus es un género de aves galliformes de la familia Phasianidae que incluye la especie doméstica Gallus gallus. Los ejemplares salvajes están distribuidos geográficamente por la India, Sri Lanka y sudeste de Asia.
El Gallus lafayettii o  gallo de Ceilán es el ave nacional de Sri Lanka.

## Historia natural
Son aves de mediano tamaño con la coloración del plumaje del macho iridiscente. Es difícil verlas en la vegetación densa donde ellos habitan debido a su coloración críptica que las confunde con el entorno. Son comedores de semillas, insectos, particularmente los jóvenes. 
Como muchas especies de fasiánidos, el macho no interviene en la incubación de los huevos o cría de los polluelos. Estas tareas las realiza la hembra.

## Especies
Se reconocen cuatro especies de Gallus:
- Gallus gallus - gallo bankiva
- Gallus lafayettii - gallo de Ceilán

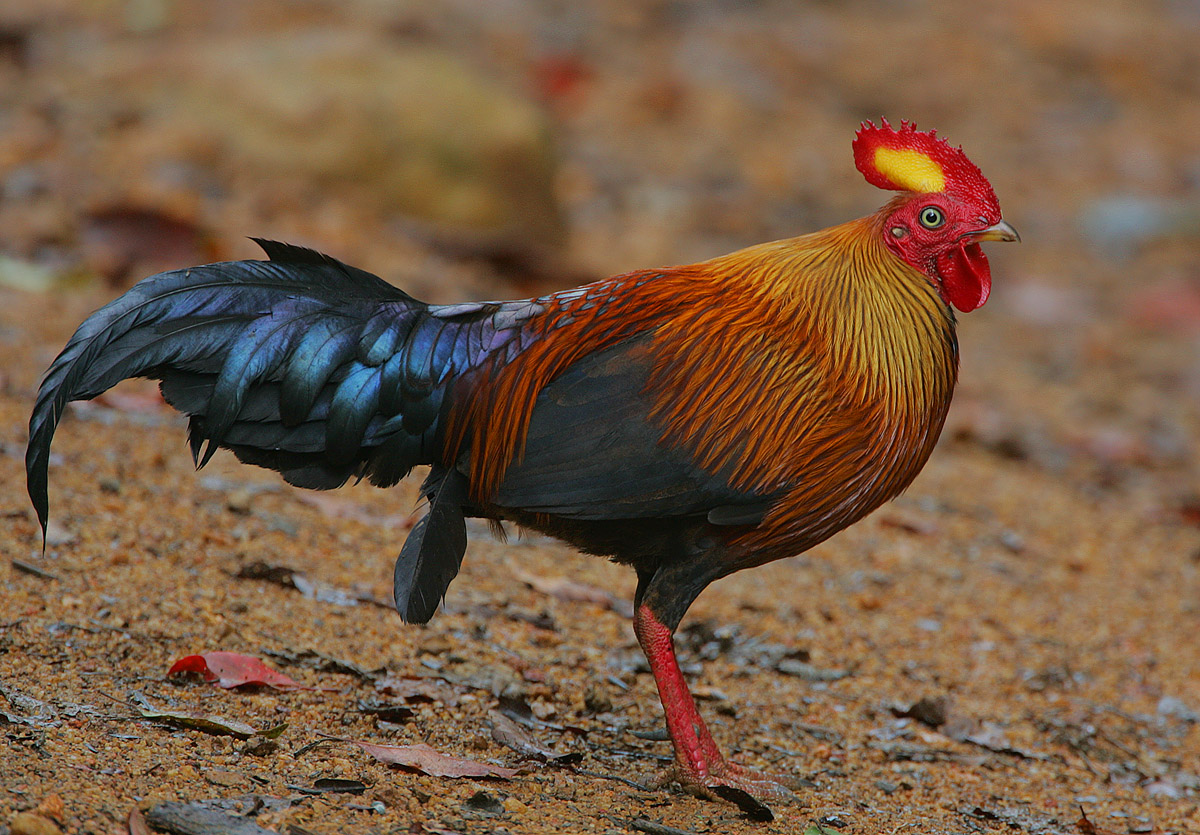
Gallo de Ceilán

- Gallus sonneratii - gallo gris
- Gallus varius - gallo de Java